# Рон Ковик
Роналд Лорънс Ковик (на английски: Ronald Lawrence Kovic; роден на 4 юли 1946 г. в Ледисмит, Уисконсин) е американски активист за мир, бивш американски войник и писател.

## Биография
Рон Кович се бие в морската пехота във войната във Виетнам. Той се завръща у дома от второ доброволно разпределение, парализиран от гърдите надолу. След болезнен период на рехабилитация той се включва в антивоенното движение и става активист за правата на човека, защото се чувства предаден от страната, за която се е борил. Днес Рон Ковик все още активно участва в антивоенното движение в САЩ.
Оливър Стоун, който самият е служил във Виетнам, заснема житейската история на Ковик под заглавието „Роден на четвърти юли“ с Том Круз в главната роля. Двамата са номинирани за Оскар в категорията за най-добър адаптиран сценарий и печелят наградата Златен глобус.

## Военни награди
За службата си във Виетнам Кович е награден с медал „Бронзова звезда“ (за храброст), „Пурпурно сърце“ (за раняване) и медал „Похвала на флота“, наред с други.

## Филмография
- 1973: Операция Последен патрул. Режисьор: Франк Кавестани и Катрин Лерой
- 1977: Лично описание: Рон Ковик – Защо не изчезнеш? Документален филм от Георг Стефан Тролер, ZDF
- 1989: Роден на четвърти юли. Режисьор: Оливър Стоун. Сценарий Оливър Стоун и Рон Ковик

## Интервюта
- 2005: One Bright Shining Moment – Режисьор: Стивън Витория
- 2006: САЩ срещу Джон Ленън – Режисьор: Дейвид Лийф и Джон Шайнфелд